# Cassagne (Haute-Garonne)
Pour les articles homonymes, voir Cassagne.
Cassagne est une commune française située dans le centre du département de la Haute-Garonne, en région Occitanie. Sur le plan historique et culturel, la commune est dans le pays de Comminges, correspondant à l’ancien comté de Comminges, circonscription de la province de Gascogne située sur les départements actuels du Gers, de la Haute-Garonne, des Hautes-Pyrénées et de l'Ariège.
Exposée à un climat océanique altéré, elle est drainée par le Salat, le Lens, le Lavin, goute de chire et par divers autres petits cours d'eau. La commune possède un patrimoine naturel remarquable : un site Natura 2000 (« Garonne, Ariège, Hers, Salat, Pique et Neste »), un espace protégé (« la Garonne, l'Ariège, l'Hers Vif et le Salat ») et quatre zones naturelles d'intérêt écologique, faunistique et floristique.
Cassagne est une commune rurale qui compte 644 habitants en 2022, après avoir connu une forte hausse de la population depuis 1975. Ses habitants sont appelés les Cassagnards ou  Cassagnardes.
Le patrimoine architectural de la commune comprend un immeuble protégé au titre des monuments historiques : le pont de Carraou, inscrit en 1979.

## Géographie

### Localisation
La commune de Cassagne se trouve dans le département de la Haute-Garonne, en région Occitanie.
Elle se situe à 65 km à vol d'oiseau de Toulouse, préfecture du département, à 22 km de Saint-Gaudens, sous-préfecture, et à 49 km de Bagnères-de-Luchon, bureau centralisateur du canton de Bagnères-de-Luchon dont dépend la commune depuis 2015 pour les élections départementales.
La commune fait en outre partie du bassin de vie de Salies-du-Salat.
Les communes les plus proches sont : 
Mazères-sur-Salat (1,7 km), Marsoulas (2,1 km), Belbèze-en-Comminges (3,2 km), Salies-du-Salat (3,3 km), Escoulis (3,6 km), Betchat (4,0 km), Ausseing (4,0 km), Montsaunès (4,4 km).
Sur le plan historique et culturel, Cassagne fait partie du pays de Comminges, correspondant à l’ancien comté de Comminges, circonscription de la province de Gascogne située sur les départements actuels du Gers, de la Haute-Garonne, des Hautes-Pyrénées et de l'Ariège.
Cassagne est limitrophe de sept autres communes dont une dans le département de l'Ariège.
Les communes limitrophes sont  Belbèze-en-Comminges, Betchat, Escoulis, Marsoulas, Mazères-sur-Salat, Roquefort-sur-Garonne et Salies-du-Salat.
|                   | Roquefort-sur-Garonne | Belbèze-en-Comminges |
| Mazères-sur-Salat | Cassagne              | Escoulis             |
| Salies-du-Salat   | Marsoulas             | Betchat (Ariège)     |

### Géologie et relief
La superficie de la commune est de 1 097 hectares ; son altitude varie de 278  à   470 mètres.
Dans les premiers contreforts pyrénéens appelés « Petites Pyrénées ». Ce n'est donc pas encore la montagne mais les cyclistes locaux savent combien la campagne environnante est vallonnée. Le village occupe 1 100 hectares situés à une altitude moyenne d'environ 330 mètres. Il faut toutefois noter que le point le plus haut du village est situé à presque 200 mètres au-dessus du point le plus bas.

### Hydrographie

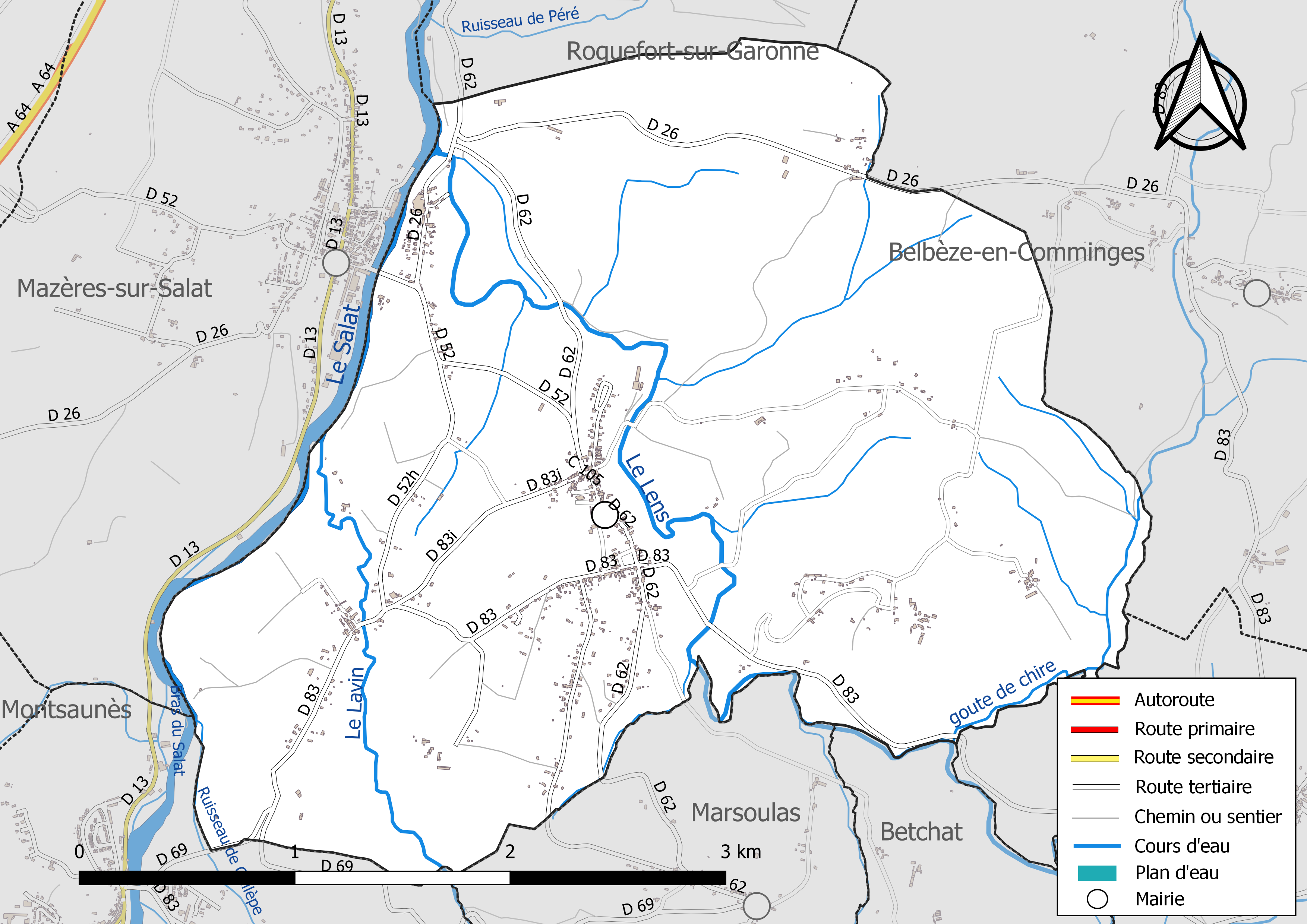
Réseaux hydrographique et routier de Cassagne.

La commune est dans le bassin de la Garonne, au sein du bassin hydrographique Adour-Garonne. Elle est drainée par le Salat, le Lens, le Lavin, goute de chire, le ruisseau de Gallèpe et par divers petits cours d'eau, constituant un réseau hydrographique de 19 km de longueur totale,.

### Climat
Pour des articles plus généraux, voir Climat de l'Occitanie et Climat de la Haute-Garonne.
En 2010, le climat de la commune est de type climat océanique altéré, selon une étude s'appuyant sur une série de données couvrant la période 1971-2000. En 2020, Météo-France publie une typologie des climats de la France métropolitaine dans laquelle la commune est exposée à un climat de montagne ou de marges de montagne et est dans la région climatique Pyrénées centrales, caractérisée par une pluviométrie annuelle de 1 000 à 1 200 mm.
Pour la période 1971-2000, la température annuelle moyenne est de 12,6 °C, avec une amplitude thermique annuelle de 15 °C. Le cumul annuel moyen de précipitations est de 902 mm, avec 9,6 jours de précipitations en janvier et 6,4 jours en juillet. Pour la période 1991-2020, la température moyenne annuelle observée sur la station météorologique la plus proche, située sur la commune de Palaminy à 11 km à vol d'oiseau, est de 13,2 °C et le cumul annuel moyen de précipitations est de 715,2 mm,. Pour l'avenir, les paramètres climatiques de la commune estimés pour 2050 selon différents scénarios d'émission de gaz à effet de serre sont consultables sur un site dédié publié par Météo-France en novembre 2022.

### Milieux naturels et biodiversité

#### Espaces protégés
La protection réglementaire est le mode d’intervention le plus fort pour préserver des espaces naturels remarquables et leur biodiversité associée,.
Un  espace protégé est présent sur la commune : 
« la Garonne, l'Ariège, l'Hers Vif et le Salat », objet d'un arrêté de protection de biotope, d'une superficie de 1 658,7 ha.

#### Réseau Natura 2000

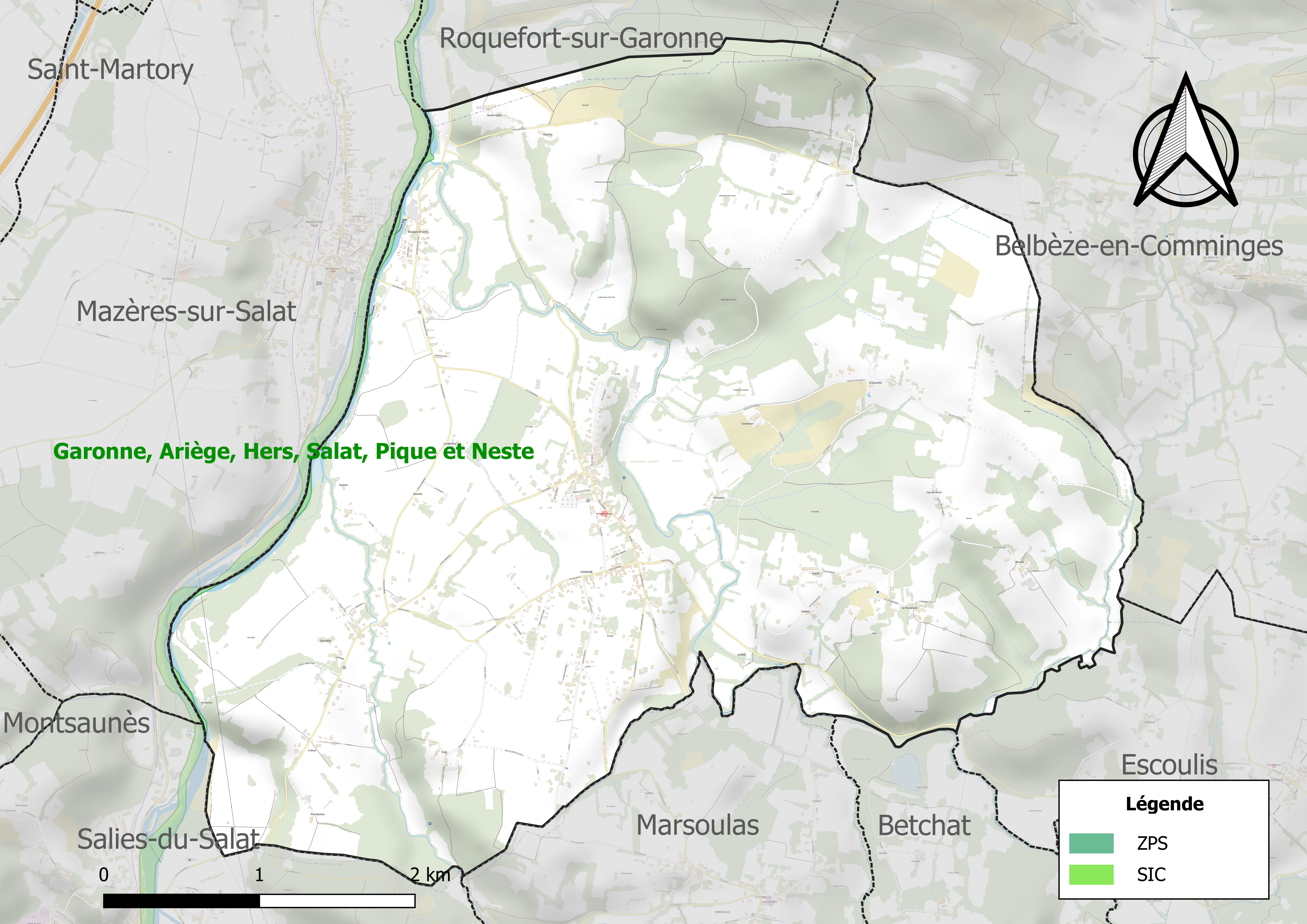
Site Natura 2000 sur le territoire communal.

Le réseau Natura 2000 est un réseau écologique européen de sites naturels d'intérêt écologique élaboré à partir des directives habitats et oiseaux, constitué de zones spéciales de conservation (ZSC) et de zones de protection spéciale (ZPS).
Un site Natura 2000 a été défini sur la commune au titre de la directive habitats : « Garonne, Ariège, Hers, Salat, Pique et Neste », d'une superficie de 9 581 ha, un réseau hydrographique pour les poissons migrateurs (zones de frayères actives et potentielles importantes pour le Saumon en particulier qui fait l'objet d'alevinages réguliers et dont des adultes atteignent déjà Foix sur l'Ariège.

#### Zones naturelles d'intérêt écologique, faunistique et floristique

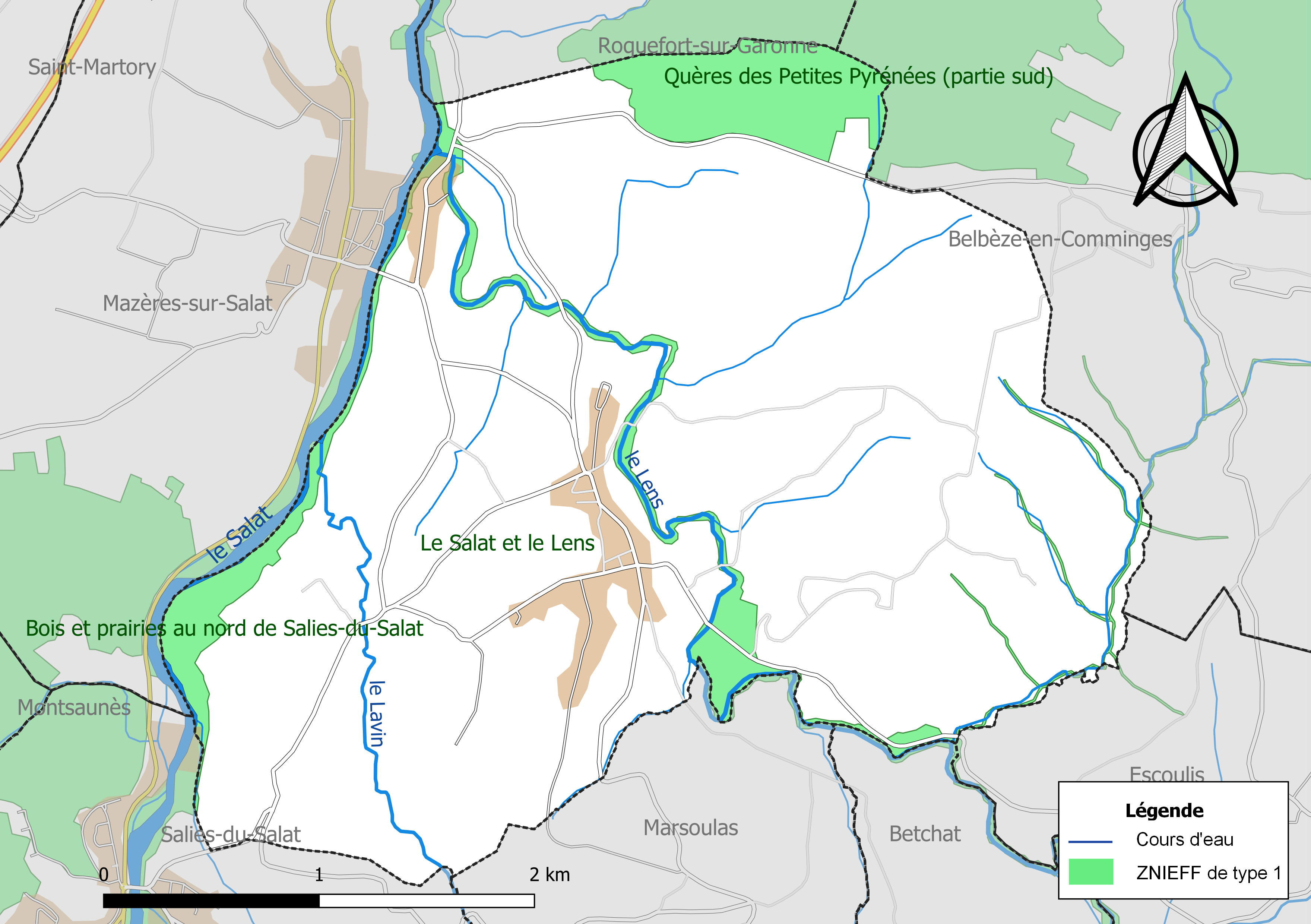
Carte des ZNIEFF de type 1 localisées sur la commune.

L’inventaire des zones naturelles d'intérêt écologique, faunistique et floristique (ZNIEFF) a pour objectif de réaliser une couverture des zones les plus intéressantes sur le plan écologique, essentiellement dans la perspective d’améliorer la connaissance du patrimoine naturel national et de fournir aux différents décideurs un outil d’aide à la prise en compte de l’environnement dans l’aménagement du territoire.
Deux ZNIEFF de type 1 sont recensées sur la commune :
« le Salat et le Lens » (713 ha), couvrant 32 communes dont 21 dans l'Ariège et 11 dans la Haute-Garonne et 
les « Quères des Petites Pyrénées (partie sud) » (3 540 ha), couvrant 12 communes dont cinq dans l'Ariège et sept dans la Haute-Garonne
et deux ZNIEFF de type 2, : 
- les « coteaux de l'ouest du St-Gironnais » (7 504 ha), couvrant 17 communes dont 13 dans l'Ariège et quatre dans la Haute-Garonne[25] ;
- les « Petites Pyrénées en rive droite de la Garonne » (12 847 ha), couvrant 20 communes dont huit dans l'Ariège et 12 dans la Haute-Garonne[26].

## Urbanisme

### Typologie
Au 1er janvier 2024, Cassagne est catégorisée commune rurale à habitat dispersé, selon la nouvelle grille communale de densité à sept niveaux définie par l'Insee en 2022.
Elle est située hors unité urbaine et hors attraction des villes,.

### Occupation des sols
L'occupation des sols de la commune, telle qu'elle ressort de la base de données européenne d’occupation biophysique des sols Corine Land Cover (CLC), est marquée par l'importance des territoires agricoles (74 % en 2018), une proportion identique à celle de 1990 (74 %). La répartition détaillée en 2018 est la suivante : 
zones agricoles hétérogènes (53,5 %), forêts (22,3 %), prairies (20,4 %), zones urbanisées (3,8 %). L'évolution de l’occupation des sols de la commune et de ses infrastructures peut être observée sur les différentes représentations cartographiques du territoire : la carte de Cassini (XVIIIe siècle), la carte d'état-major (1820-1866) et les cartes ou photos aériennes de l'IGN pour la période actuelle (1950 à aujourd'hui).

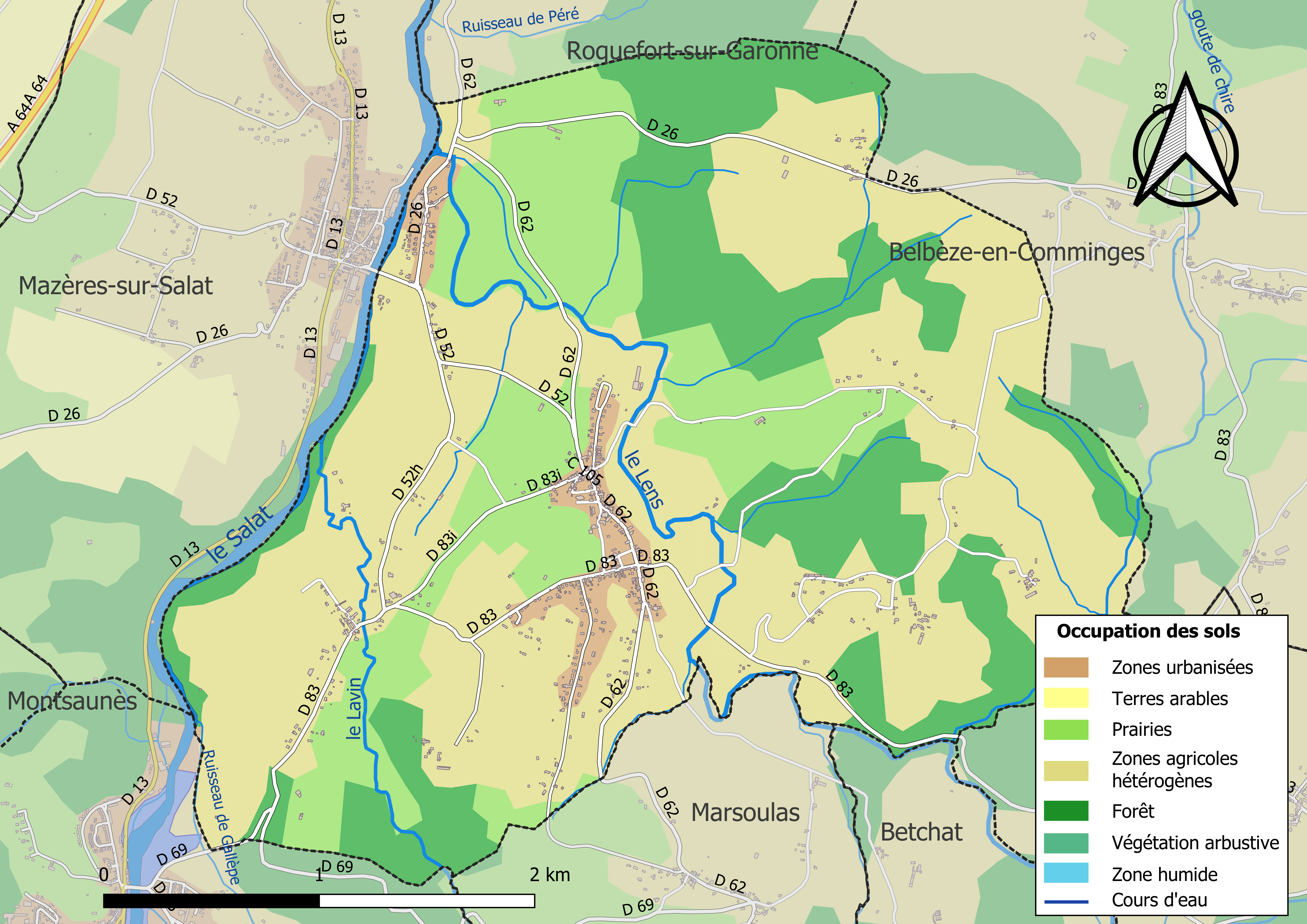
Carte des infrastructures et de l'occupation des sols de la commune en 2018 (CLC).

### Voies de communication et transports
Accès par l'A64 sortie :  20.

### Risques majeurs
Le territoire de la commune de Cassagne est vulnérable à différents aléas naturels : météorologiques (tempête, orage, neige, grand froid, canicule ou sécheresse), inondations, feux de forêts, mouvements de terrains et séisme (sismicité modérée). Il est également exposé à un risque technologique, la rupture d'un barrage. Un site publié par le BRGM permet d'évaluer simplement et rapidement les risques d'un bien localisé soit par son adresse soit par le numéro de sa parcelle.

#### Risques naturels
Certaines parties du territoire communal sont susceptibles d’être affectées par le risque d’inondation par débordement de cours d'eau, notamment le Lens et le Lavin. La commune a été reconnue en état de catastrophe naturelle au titre des dommages causés par les inondations et coulées de boue survenues en 1982, 1999, 2000, 2008, 2009, 2011 et 2018,.
Un plan départemental de protection des forêts contre les incendies a été approuvé par arrêté préfectoral du 25 septembre 2006. Cassagne est exposée au risque de feu de forêt du fait de la présence sur son territoire des massifs des Petites Pyrénées et des piémonts des Pyrénées. Il est ainsi défendu aux propriétaires de la commune et à leurs ayants droit de porter ou d’allumer du feu dans l'intérieur et à une distance de 200 mètres des bois, forêts, plantations, reboisements ainsi que des landes. L’écobuage est également interdit, ainsi que les feux de type méchouis et barbecues, à l’exception de ceux prévus dans des installations fixes (non situées sous couvert d'arbres) constituant une dépendance d'habitation,

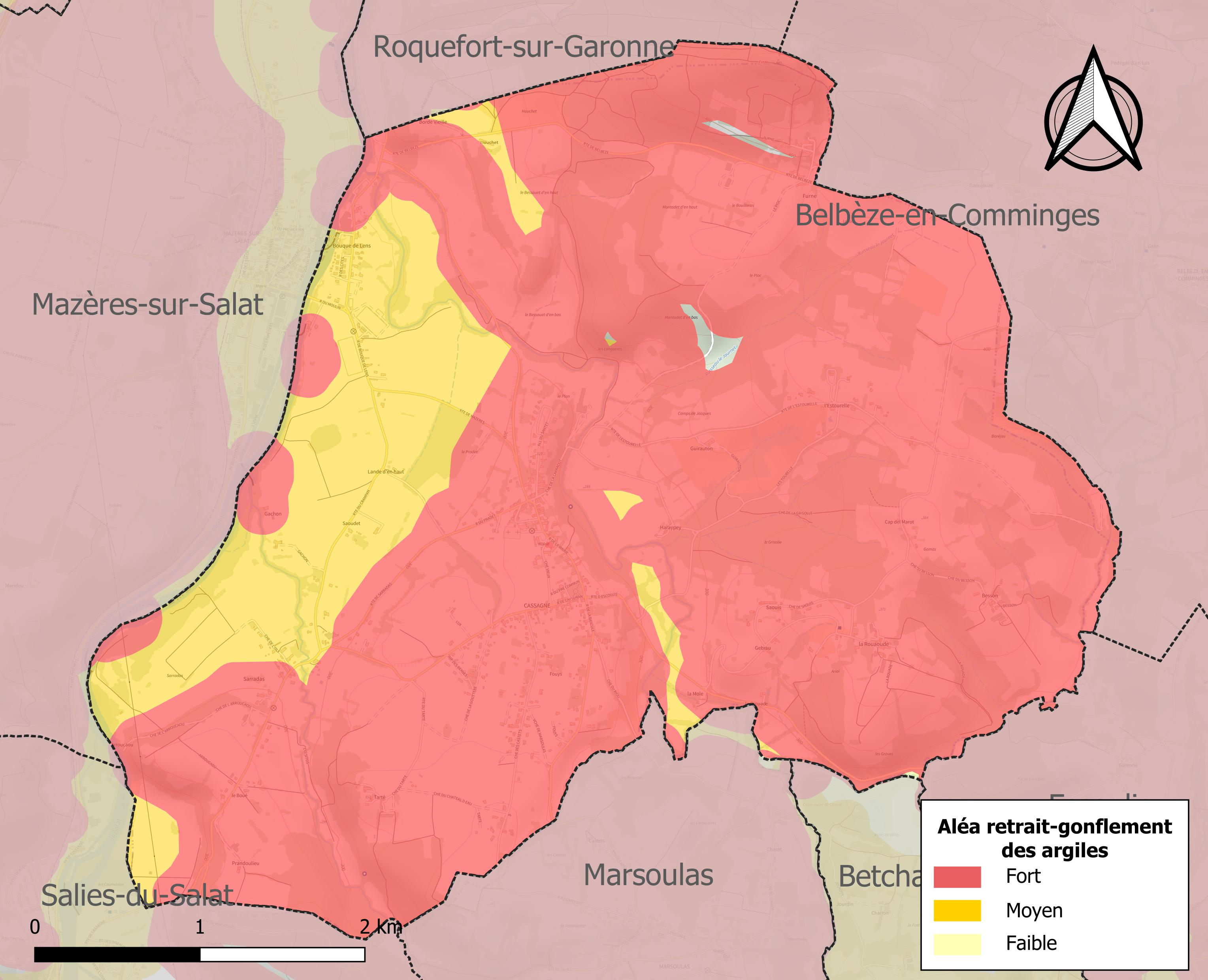
Carte des zones d'aléa retrait-gonflement des sols argileux de Cassagne.

La commune est vulnérable au risque de mouvements de terrains constitué principalement du retrait-gonflement des sols argileux. Cet aléa est susceptible d'engendrer des dommages importants aux bâtiments en cas d’alternance de périodes de sécheresse et de pluie. 99,6 % de la superficie communale est en aléa moyen ou fort (88,8 % au niveau départemental et 48,5 % au niveau national). Sur les 364 bâtiments dénombrés sur la commune en 2019, 364 sont en aléa moyen ou fort, soit 100 %, à comparer aux 98 % au niveau départemental et 54 % au niveau national. Une cartographie de l'exposition du territoire national au retrait gonflement des sols argileux est disponible sur le site du BRGM,.
Par ailleurs, afin de mieux appréhender le risque d’affaissement de terrain, l'inventaire national des cavités souterraines permet de localiser celles situées sur la commune.
Concernant les mouvements de terrains, la commune a été reconnue en état de catastrophe naturelle au titre des dommages causés par la sécheresse en 1989, 1993, 2003 et 2011 et par des mouvements de terrain en 1999.

#### Risques technologiques
La commune est en outre située en aval du barrage de Cap de Long sur la Neste de Couplan (département des Hautes-Pyrénées). À ce titre elle est susceptible d’être touchée par l’onde de submersion consécutive à la rupture de cet ouvrage.

## Toponymie
Issu du gaulois cassanos signifiant chêne, le nom du village est tiré de l'occitan cassanha qui désigne un endroit où pousse le chêne, une forêt de chênes, une chênaie,.

## Histoire

### Préhistoire
Le territoire de Cassagne a été occupé dès la fin du Paléolithique moyen, comme en témoigne la séquence de la grotte de Tarté qui a livré des vestiges du Moustérien, du Châtelperronien, de l'Aurignacien et du Gravettien. Plus tard à l'époque magdalénienne (il y a 10 000 à 15 000 ans), d'autres groupes de chasseurs-cueilleurs occupèrent la grotte de Marsoulas, située en amont de la précédente.

### Moyen-Âge
L'origine du village est certainement liée aux deux mottes féodales du Riou et du Casteras édifiées autour des Xe et XIe siècles. Le village s’est ensuite étendu de part et d'autre de la route tracée dans la forêt environnante.
La plus ancienne mention connue de Cassagne comme lieu habité, date de cette époque où l'on écrivait alors Cassinia. Le nom changea ensuite plusieurs fois d'orthographe pour devenir Cassanhe au XVIe siècle, puis Cassaigne au XIXe. Toutes ces formes évoquent le chêne (cassanos en gaulois, casse en gascon) et signifient approximativement le pays des chênes.
Dès 1272 on signale l'existence de consuls, ancêtres des conseils municipaux. Cassagne faisait alors partie du comté de Comminges et relevait plus directement de la châtellenie de Salies au point de vue administratif.
Dans le domaine religieux, la paroisse était rattachée au diocèse de Comminges dont le siège épiscopal se trouvait à Saint-Bertrand ; la commanderie des templiers de Montsaunès, propriétaire d'une partie des terres de Sarradas, y bénéficiait d'importants privilèges.
Le XIVe siècle semble avoir apporté une prospérité tardive, qui voit la population augmenter et la construction se développer. Il nous en reste le château de Sarradas, que la tradition fait remonter au règne d'Henri IV, et la Maison Hugues où l'on peut encore voir l'emplacement de fenêtres à meneaux. Mais l'édifice le plus intéressant de cette période est sans nul doute l'église paroissiale.

### XIVeetXVIIesiècles
Les deux siècles suivants nous ont légué les fontaines du Barry et de Capsuran. Le témoin le plus remarquable du XVIIIe siècle est le pont de la Caraou construit sous le règne de Louis XV ; il a été inscrit à l'inventaire des monuments historiques.

### XIXesiècle
Plus près de nous, au XIXe siècle, le développement de l'agriculture, des carrières, du tissage, puis des papeteries provoqua un nouvel essor de la construction et la population communale dépassa alors 800 habitants.

### XXesiècle
Le XXe siècle est celui de l'expansion de la construction (revêtements des routes et de la plupart des chemins communaux, construction de bordures et de trottoirs dans le village, installation des réseaux d'électricité, de téléphone et d'eau potable, etc). Le village éclate et sort de ses limites traditionnelles.
Ce siècle aura bien sûr été aussi celui des guerres qui ont frappé durement la commune. Durant la Seconde Guerre mondiale la colonne SS de la division Das Reich traversa le village juste avant de perpétrer le massacre de Marsoulas deux kilomètres plus loin.

### Héraldique
| Blason de Cassagne | Blason  | D’argent au chêne au naturel.                    |
| Blason de Cassagne | Détails | Le statut officiel du blason reste à déterminer. |

## Politique et administration

### Administration municipale
Le nombre d'habitants au recensement de 2011 étant compris entre 500 et 1 499 habitants, le nombre de membres du conseil municipal pour l'élection de 2014 est de quinze,.

### Rattachements administratifs et électoraux
Commune faisant partie de la huitième circonscription de la Haute-Garonne, de la communauté de communes Cagire-Garonne-Salat et du canton de Bagnères-de-Luchon (avant le redécoupage départemental de 2014, Cassagne faisait partie de l'ex-canton de Salies-du-Salat et, avant le 1er janvier 2017, de la Communauté de communes du canton de Salies-du-Salat).

## Population et société

### Démographie
| 1793 | 1800 | 1806 | 1821 | 1831 | 1836 | 1841 | 1846 | 1851 |
| ---- | ---- | ---- | ---- | ---- | ---- | ---- | ---- | ---- |
| 590  | 586  | 631  | 668  | 771  | 748  | 794  | 814  | 397  |

| 1856 | 1861 | 1866 | 1872 | 1876 | 1881 | 1886 | 1891 | 1896 |
| ---- | ---- | ---- | ---- | ---- | ---- | ---- | ---- | ---- |
| 800  | 725  | 727  | 713  | 730  | 795  | 805  | 793  | 756  |

| 1901 | 1906 | 1911 | 1921 | 1926 | 1931 | 1936 | 1946 | 1954 |
| ---- | ---- | ---- | ---- | ---- | ---- | ---- | ---- | ---- |
| 778  | 839  | 803  | 679  | 652  | 625  | 694  | 645  | 630  |

| 1962 | 1968 | 1975 | 1982 | 1990 | 1999 | 2004 | 2006 | 2009 |
| ---- | ---- | ---- | ---- | ---- | ---- | ---- | ---- | ---- |
| 663  | 647  | 585  | 594  | 618  | 621  | 613  | 627  | 644  |

| 2014 | 2019 | 2022 | - | - | - | - | - | - |
| ---- | ---- | ---- | - | - | - | - | - | - |
| 632  | 644  | 644  | - | - | - | - | - | - |

| selon la population municipale des années : | 1968 | 1975 | 1982 | 1990 | 1999 | 2006 | 2009 | 2013 |
| Rang de la commune dans le département      | 102  | 131  | 137  | 177  | 186  | 202  | 205  | 211  |
| Nombre de communes du département           | 592  | 582  | 586  | 588  | 588  | 588  | 589  | 589  |

### Enseignement
Cassagne fait partie de l'académie de Toulouse.

### Sports
Rugby à XV
- Mazères-Cassagne sport, créé en 1908[51],[52]
  - Vice-champion de France Promotion d'Honneur 2016
  - Champion de France des réserves honneur 2022

## Économie

### Revenus
En 2018  (données Insee publiées en septembre 2021), la commune compte 295 ménages fiscaux, regroupant 665 personnes. La médiane du revenu disponible par unité de consommation est de 22 480 € (23 140 € dans le département).

### Emploi
|                | 2008  | 2013  | 2018  |
| -------------- | ----- | ----- | ----- |
| Commune        | 5,7 % | 9,1 % | 4,5 % |
| Département    | 7,7 % | 9,6 % | 9,3 % |
| France entière | 8,3 % | 10 %  | 10 %  |

En 2018, la population âgée de 15 à 64 ans s'élève à 373 personnes, parmi lesquelles on compte 80,1 % d'actifs (75,5 % ayant un emploi et 4,5 % de chômeurs) et 19,9 % d'inactifs,. Depuis 2008, le taux de chômage communal (au sens du recensement) des 15-64 ans est inférieur à celui de la France et du département.
La commune est hors attraction des villes,. Elle compte 87 emplois en 2018, contre 86 en 2013 et 73 en 2008. Le nombre d'actifs ayant un emploi résidant dans la commune est de 284, soit un indicateur de concentration d'emploi de 30,7 % et un taux d'activité parmi les 15 ans ou plus de 54,1 %.
Sur ces 284 actifs de 15 ans ou plus ayant un emploi, 41 travaillent dans la commune, soit 14 % des habitants. Pour se rendre au travail, 92 % des habitants utilisent un véhicule personnel ou de fonction à quatre roues, 3,8 % les transports en commun, 1,4 % s'y rendent en deux-roues, à vélo ou à pied et 2,8 % n'ont pas besoin de transport (travail au domicile).

### Activités hors agriculture
33 établissements sont implantés  à Cassagne au 31 décembre 2019. Le tableau ci-dessous en détaille le nombre par secteur d'activité et compare les ratios avec ceux du département,.
| Secteur d'activité                                                                                        | Commune | Commune | Département |
| Secteur d'activité                                                                                        | Nombre  | %       | %           |
| --- | ------- | ------- | ----------- |
| Ensemble                                                                                                  | 33      |         |             |
| Industrie manufacturière, industries extractives et autres                                                | 4       | 12,1 %  | (5,7 %)     |
| Construction                                                                                              | 13      | 39,4 %  | (12 %)      |
| Commerce de gros et de détail, transports, hébergement et restauration                                    | 6       | 18,2 %  | (25,9 %)    |
| Information et communication                                                                              | 1       | 3 %     | (4,1 %)     |
| Activités spécialisées, scientifiques et techniques et activités de services administratifs et de soutien | 5       | 15,2 %  | (19,8 %)    |
| Administration publique, enseignement, santé humaine et action sociale                                    | 2       | 6,1 %   | (16,6 %)    |
| Autres activités de services                                                                              | 2       | 6,1 %   | (7,9 %)     |

Le secteur de la construction est prépondérant sur la commune puisqu'il représente 39,4 % du nombre total d'établissements de la commune (13 sur les 33 entreprises implantées à Cassagne), contre 12 % au niveau départemental.

### Agriculture
La commune est dans « La Rivière », une petite région agricole localisée dans le sud du département de la Haute-Garonne, constituant la partie piémont au relief plus doux que les Pyrénées centrales la bordant au sud et où la vallée de la Garonne s’élargit. En 2020, l'orientation technico-économique de l'agriculture sur la commune est l'élevage d'équidés et/ou d' autres herbivores.
|               | 1988 | 2000 | 2010 | 2020 |
| ------------- | ---- | ---- | ---- | ---- |
| Exploitations | 41   | 26   | 14   | 10   |
| SAU (ha)      | 560  | 516  | 538  | 749  |

Le nombre d'exploitations agricoles en activité et ayant leur siège dans la commune est passé de 41 lors du recensement agricole de 1988  à 26 en 2000 puis à 14 en 2010 et enfin à 10 en 2020, soit une baisse de 76 % en 32 ans. Le même mouvement est observé à l'échelle du département qui a perdu pendant cette période 57 % de ses exploitations,. La surface agricole utilisée sur la commune a quant à elle augmenté, passant de 560 ha en 1988 à 749 ha en 2020. Parallèlement la surface agricole utilisée moyenne par exploitation a augmenté, passant de 14 à 75 ha.

## Culture locale et patrimoine

### Lieux et monuments
- Église Notre-Dame.

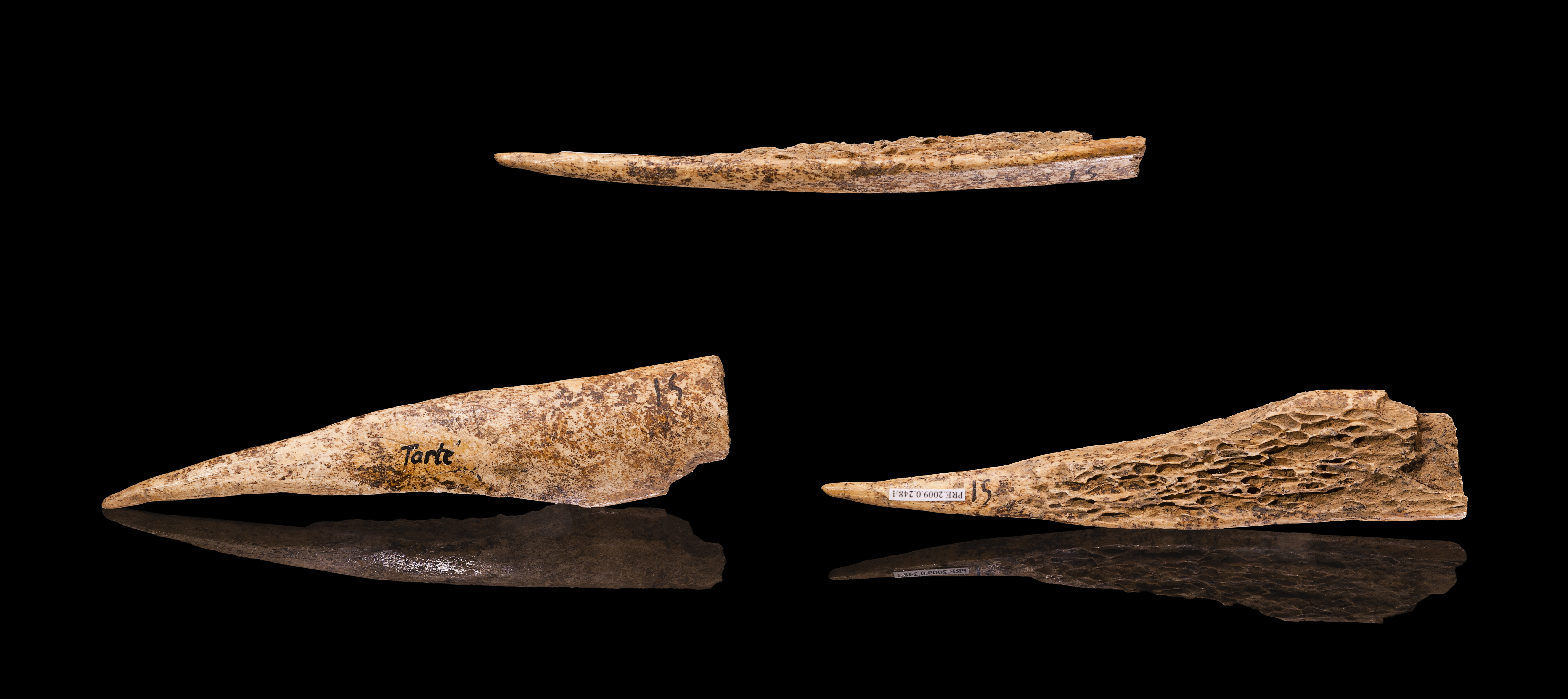
Poinçon sur os abrasé, grotte de Tarté.
Musée de Toulouse.

- Grotte de Tarté (Moustérien, Châtelperronien, Aurignacien et Gravettien).
- Église de la Nativité de le Sainte-Vierge (XVe et XXe siècles).
- Fontaine historique du Barry (1681).
- Pont de la Caraou (1772).
- Montjoie du Santet[Quoi ?] (1839).

## Pour approfondir